# Desmodium miniatura
Desmodium miniatura är en ärtväxtart som beskrevs av Paul Carpenter Standley och Louis Otho Otto Williams. Desmodium miniatura ingår i släktet Desmodium och familjen ärtväxter. Inga underarter finns listade i Catalogue of Life.